# Subdivisions du Nigeria
Le Nigeria est divisé en 36 états et un territoire au statut particulier pour la capitale Abuja. Les États sont divisés en 774 zones de gouvernement local.

## Administration
Chaque état possède un gouverneur et est subdivisé en zones de gouvernement local (Local Government Area, ou LGA). Le territoire d'Abuja est lui dirigé directement par un ministre du gouvernement fédéral et est subdivisé en conseils de zone (Council Area).

## Histoire
Au moment de l'indépendance en 1960 le Nigeria est subdivisé en trois régions : Nord (Northern), Ouest (Western) et Est (Eastern), correspondant aux trois ethnies majoritaires du pays : Haoussa au nord, Yoruba à l'ouest et Ibo à l'est.
En 1963 deux provinces de l'Ouest forment une nouvelle région appelée Centre-Ouest (Mid-Western).
En 1967 les régions sont divisées en 12 états. Seule la région Centre-Ouest persiste, prenant simplement le nom d'état.
En 1976 le nombre d'états passe à 19 et le territoire de la capitale fédérale est créé.
En 1989 deux nouveaux états sont créés.
En 1991 une large refonte des états est décidée en même temps que le passage de la capitale du pays à Abuja. Le nombre d'états est alors de 31.
Enfin en 1996 quelques états sont de nouveaux divisés, portant leur nombre à la valeur actuelle de 36.

### Les États disparus
- Région du Nord
- Région de l'Est
- Région de l'Ouest
- Région du Centre-Ouest
- État du Nord-Est
- État du Nord-Ouest
- État du Centre-Est
- État du Centre-Ouest
- État du Centre-Nord
- État du Sud-Est
- État de Bendel
- État de Benue-Plateau
- État de Gongola

## Les États actuels[1]
- État d'Abia
- État d'Adamawa
- État d'Akwa Ibom
- État d'Anambra
- État de Bauchi
- État de Bayelsa
- État de Benue
- État de Borno
- État de Cross River
- État de Delta
- État d'Ebonyi
- État d'Edo
- État d'Ekiti
- État d'Enugu
- État de Gombe
- État d'Imo
- État de Jigawa
- État de Kaduna
- État de Kano
- État de Katsina
- État de Kebbi
- État de Kogi
- État de Kwara
- État de Lagos
- État de Nassarawa
- État de Niger
- État d'Ogun
- État d'Ondo
- État d'Osun
- État d'Oyo
- État de Plateau
- État de Rivers
- État de Sokoto
- État de Taraba
- État de Yobe
- État de Zamfara

## Tableau comparatif
Les données de population sont basées sur le recensement de 2006.
| Rang | État                               | Population | Superficie (km2) | Densité (hab./km2) |
| ---- | ---------------------------------- | ---------- | ---------------- | ------------------ |
| 1    | Kano                               | 9 401 288  | 20 131           | 467                |
| 2    | Lagos                              | 9 113 605  | 3 345            | 2725               |
| 3    | Kaduna                             | 6 113 503  | 46 053           | 133                |
| 4    | Katsina                            | 5 801 584  | 24 192           | 240                |
| 5    | Oyo                                | 5 580 894  | 28 454           | 196                |
| 6    | Rivers                             | 5 198 716  | 11 077           | 469                |
| 7    | Bauchi                             | 4 653 066  | 45 837           | 102                |
| 8    | Jigawa                             | 4 361 002  | 23 154           | 188                |
| 9    | Benue                              | 4 253 641  | 34 059           | 125                |
| 10   | Anambra                            | 4 177 828  | 4 844            | 862                |
| 11   | Borno                              | 4 171 104  | 70 898           | 59                 |
| 12   | Delta                              | 4 112 445  | 17 698           | 232                |
| 13   | Imo                                | 3 927 563  | 5 100            | 770                |
| 14   | Niger                              | 3 954 772  | 76 363           | 52                 |
| 15   | Akwa Ibom                          | 3 902 051  | 7 081            | 551                |
| 16   | Ogun                               | 3 751 140  | 16 762           | 224                |
| 17   | Sokoto                             | 3 702 676  | 25 973           | 143                |
| 18   | Ondo                               | 3 460 877  | 15 500           | 223                |
| 19   | Osun                               | 3 416 959  | 9 251            | 369                |
| 20   | Kogi                               | 3 314 043  | 29 833           | 111                |
| 21   | Zamfara                            | 3 278 873  | 39 762           | 82                 |
| 22   | Enugu                              | 3 267 837  | 7 161            | 456                |
| 23   | Kebbi                              | 3 256 541  | 36 800           | 88                 |
| 24   | Edo                                | 3 233 366  | 17 802           | 182                |
| 25   | Plateau                            | 3 206 531  | 30 913           | 104                |
| 26   | Adamawa                            | 3 178 950  | 36 917           | 86                 |
| 27   | Cross River                        | 2 882 988  | 20 156           | 143                |
| 28   | Abia                               | 2 845 370  | 6 320            | 450                |
| 29   | Ekiti                              | 2 398 357  | 6 353            | 378                |
| 30   | Kwara                              | 2 365 353  | 36 825           | 64                 |
| 31   | Gombe                              | 2 365 040  | 18 768           | 126                |
| 32   | Yobe                               | 2 321 339  | 45 502           | 51                 |
| 33   | Taraba                             | 2 294 800  | 54 473           | 42                 |
| 34   | Ebonyi                             | 2 176 947  | 5 670            | 384                |
| 35   | Nassarawa                          | 1 869 377  | 27 117           | 69                 |
| 36   | Bayelsa                            | 1 704 515  | 10 773           | 158                |
| –    | Territoire de la capitale fédérale | 1 405 201  | 7 315            | 192                |